# محراث رجل البطة
محراث رجل البطة (بالإنجليزية: Chisel plow)‏ محراث قلاب. هو الأكثر استخدامًا بين المحاريث. فهو يقلب ويدفن المخلفات النباتية في أثناء الحراثة، ولهذا المجراف ثلاثة أجزاء رئيسية وهي:
- القاطع
- عظم المسند
- المقلب.

وهي مثبتة بصواميل بشكل إسفين ذي ثلاثة جوانب.